# Johann Heinrich Amthor
Johann Heinrich Amthor (* 1675 in Langenberg bei Gera; † 1746 in Zeitz) war ein kursächsischer Amtmann und Propsteigerichtsvogt.

## Leben
Er stammte aus der thüringischen Familie Amthor. Sein Vater war der Pastor Wolf Heinrich Amthor aus Langenberg bei Gera. Am 11. November 1729 wurde Johann Heinrich Amthor als Amtmann in Zeitz eingesetzt, nachdem er dort bereits als Propsteigerichtsvogt gewirkt hatte. Am gleichen Tag erhielt er das Bürgerrecht der kursächsischen Amtsstadt Zeitz, die fortan zu seinem Lebensmittelpunkt wurde.

## Familie
Seit 1705 war er verheiratet. Seine Ehefrau stammte aus Wolkenstein im Erzgebirge.